# Будіштень (Арджеш)
Будіштень, Будіштені (рум. Budișteni) — село у повіті Арджеш в Румунії. Входить до складу комуни Леордень.
Село розташоване на відстані 84 км на північний захід від Бухареста, 23 км на схід від Пітешть, 118 км на північний схід від Крайови, 101 км на південь від Брашова.

## Населення
За даними перепису населення 2002 року у селі проживали 437 осіб, з них 435 осіб (99,5%) румунів. Рідною мовою 436 осіб (99,8%) назвали румунську.